# Franco Matías Russo
Franco Matías Russo (nascut el 25 d'octubre de 1994) és un futbolista professional argentí que juga com a defensa central al Querétaro FC, cedit pel Ludogorets Razgrad.

## Carrera de club
Nascut a Buenos Aires, Russo va acabar la seva formació amb l'All Boys abans de traslladar-se a Espanya. Va fer el seu debut amb el CDJ Tamarite en Tercera Divisió, i va fitxar pel filial del RCD Espanyol el 23 de juny de 2015, després d'acceptar un contracte per dos anys.
El 28 de gener de 2017, després que hagués jugat poc, Russo va ser cedit al FC Vilafranca de quarta divisió, fins al juny. Va deixar el seu club matriu perquè el seu contracte va expirar el 30 de juny, i va fitxar per l'Ontinyent CF de Segona Divisió B el 5 d'agost.
El 9 de juliol de 2018, Russo va signar un contracte de dos anys amb el RCD Mallorca de Segona Divisió. Va fer el seu debut professional l'11 de setembre, com a titular en una victòria a casa per 1-0 contra el Reial Oviedo per a la Copa del Rei de la temporada.
Russo va debutar a segona divisió el 29 de setembre de 2018, començant com a titular en un empat a 1 a 1 contra el CD Lugo. Va contribuir amb només quatre aparicions a la Lliga durant la campanya, en què el seu equip va aconseguir l'ascens a la Lliga, i va ser cedit a la SD Ponferradina de segona divisió el 12 de juliol de 2019.